# Ivan Luiz Fagundes Walter
Ivan Luiz Fagundes Walter  est un joueur brésilien de volley-ball né le 16 février 1982 à Porto Alegre dans l'état du Rio Grande do Sul au Brésil. Il mesure 1,92 m et joue au poste de Réceptionneur-attaquant.
Il évolue depuis aout 2012 sous les couleurs de l'Avignon Volley-Ball.

## Clubs
| Club                                      | Pays     | De        | À         |
| ----------------------------------------- | -------- | --------- | --------- |
| Unisul São José                           | Brésil   | 2000-2001 | 2003-2004 |
| Intelbrás São José                        | Brésil   | 2004-2005 | 2004-2005 |
| On Line Novo Hamburgo                     | Brésil   | 2005-2006 | 2005-2006 |
| UCS/Colombo Caxias do Sul                 | Brésil   | 2006-2007 | 2006-2007 |
| Associação de Jovens da Fonte do Bastardo | Portugal | 2007-2008 | 2007-2008 |
| S.L Benfica                               | Portugal | 2008-2009 | 2008-2009 |
| Cimed Florianópolis                       | Brésil   | 2009-2010 | 2009-2010 |
| Torul Gençlik                             | Turquie  | 2010-2011 | 2010-2011 |
| Vitória Sport Clube                       | Portugal | 2011-2012 | 2011-2012 |
| Avignon Volley-Ball                       | France   | 2012-2013 | …         |

## Palmarès
- Championnat du Brésil de volley-ball masculin (2)
  - Vainqueur : 2004, 2010

- Grand Prix Brasil (1)
  - Vainqueur : 2004

- Supercoupe Brésil (1)
  - Vainqueur : 2004

- Championnat du monde des clubs de volley-ball masculin 2009
  - 5ème : 2009

## Performances individuelles
- 5e meilleur serveur de la saison 2004/2005 du championnat du brésil
- 12e meilleur marqueur de la saison 2004/2005 du championnat du brésil